# 大阪中之島合同庁舎
大阪中之島合同庁舎（おおさかなかのしまごうどうちょうしゃ）は、大阪府大阪市福島区福島一丁目にある地方合同庁舎。
中之島と称しているが、所在地は堂島である。

## 概要
大阪第5地方合同庁舎の仮称で1998年3月に着工、2001年10月に竣工した。大阪合同庁舎第1号館 - 第4号館および2022年9月に竣工した大手前合同庁舎（仮称は大阪第6地方合同庁舎）と異なり、当館のみ所在地が大阪市中央区大手前ではなく、高さ100m超の高層ビルとなっている。
堂島川右岸の田蓑橋 - 玉江橋間に所在していた大阪大学医学部附属病院が1993年9月に吹田市へ移転し、再開発の一環として跡地の東側に当館が建設された（西側はほたるまち）。

## 入居機関
- 大阪高等検察庁
- 大阪地方検察庁
- 大阪区検察庁
- 法務総合研究所大阪支所
- 国連アジア極東犯罪防止研修所大阪分室
- 人事院近畿事務局

## 周辺情報
堂島
- NTTテレパーク堂島
- 蛸の松 （史跡）
- ほたるまち
  - リバーレジデンス堂島
  - 堂島リバーフォーラム
  - The Tower Osaka
  - 朝日放送グループホールディングス本社
    - 朝日放送テレビ・朝日放送ラジオ本社

  - ABCホール

中之島
- ダイビル
- 関電ビルディング
- 大阪中之島美術館
- 国立国際美術館
- 大阪市立科学館
- 大阪大学中之島センター

## 交通アクセス

### バス
- 大阪シティバス 53系統田蓑橋停留所下車
- 大阪シティバス 75系統田蓑橋停留所下車

### 鉄道
- 京阪中之島線 渡辺橋駅、中之島駅 徒歩5分
- Osaka Metro四つ橋線 肥後橋駅 徒歩15分
- 阪神本線 福島駅 徒歩10分
- JR東西線 新福島駅 徒歩10分
- JR大阪環状線 福島駅 徒歩15分